# Biogorivo
Biogorivo je trdo, tekoče ali plinasto gorivo, pridobljeno iz sorazmerno nedavno odmrle biološke snovi, za razliko od fosilnih goriv, ki se pridobivajo iz davno odmrle biološke snovi. Biogoriva je teoretično mogoče pridobivati iz vsakega (biološkega) vira ogljika, vendar so najpogostejši vir rastline, v katerih poteka fotosinteza. Za proizvodnjo biogoriv se uporabljajo različne rastline in snovi rastlinskega izvora.
Biogoriva se največ uporabljajo za kuhanje in ogrevanje v gospodinjstvih ter za centralno ogrevanje stanovanjskih in drugih stavb. V številnih evropskih državah je več kot 25 % ogrevalne energije pridobljene iz trdih biogoriv, med drugim lesnih peletov, lesnega iverja in slame. Na Švedskem je več kot 35 % vseh stavb (vključno z gospodinjstvi, poslovnimi prostori in ustanovami) ogrevanih z gorivi iz biomase, ki zgorevajo v centralnih kotlih na biomaso z več kot 90-odstotno učinkovitostjo. Uporabljajo se lahko za proizvodnjo pare in električne energije, lahko pa se tudi utekočinijo ali uplinijo za uporabo v prevoznih sredstvih. Za pretvorbo biomase v električno energijo ali v tekoče ali plinasto stanje je po navadi potrebna električna energija, ki je pogosto pridobljena s premogom. Izkoristek izvorne energijske vsebnosti biomase pri proizvodnji električne energije, tekočih biogoriv ali plinastih biogoriv znaša le 25-35 %. Poleg tega so za pretvorbo v tekoče ali plinasto stanje po navadi potrebne velike količine vode.
Industrija biogoriv se širi v Evropi, Aziji in obeh Amerikah. Obstaja celo tehnologija, ki omogoča pretvorbo onesnaženja v obnovljivo biogorivo. Agrogoriva so biogoriva, proizvedena iz poljščin in ne s postopki predelave odpadnih snovi, na primer zajem plinov na smetiščih ali recikliranje rastlinskih olj.
V proizvodnji tekočih in plinastih agrogoriv se pogosto uporabljata dve strategiji. Prva je vzgoja poljščin, ki so bogate s sladkorjem (sladkorni trs, sladkorna pesa in sladki sirek) ali škrobom (koruza); iz njih se z alkoholnim vrenjem pridobiva etilni alkohol (etanol). Druga je vzgoja rastlin, ki vsebujejo velike količine rastlinskega olja (oljna palma, soja, alge idr.). Tem oljem se s segrevanjem zmanjša viskoznost, zato lahko zgorevajo neposredno v dizelskih motorjih ali se s kemično predelavo iz njih proizvedejo goriva, kot je biodizel. Les in stranske proizvode iz lesne industrije je prav tako mogoče pretvoriti v biogoriva, kot so lesni plin, metanol in etanol. Mogoča je tudi proizvodnja celuloznega etanola iz neužitnih rastlinskih delov, vendar je to ekonomsko težje izvedljivo.